# Свой среди чужих, чужой среди своих
«Свой среди чужих, чужой среди своих» — советский кинофильм 1974 года в жанре истерн. Дебютная работа в полном метре режиссёра Никиты Михалкова, в основу которой легла его с Эдуардом Володарским повесть «Красное золото», написанная на основе заметки в газете «Комсомольская правда». Главные роли исполнили Юрий Богатырёв, Александр Кайдановский и Никита Михалков.
Черновым названием сценария было «Полмиллиона золотом, вплавь, пешком и волоком». Источником вдохновения для режиссёра послужили картины Серджо Леоне с Клинтом Иствудом в главной роли.
Павильонные съёмки картины проходили на киностудии «Мосфильм», натурные — в Чечне, неподалёку от Грозного, и в Азербайджане, в окрестностях Баку. Премьера фильма состоялась 11 января 1974 года в кинотеатре «Звёздный» в Одессе, широкий прокат — с ноября 1974 года.
В центре сюжета — история о реквизированном в конце Гражданской войны золоте, за которое борются чекисты, бывшие белые офицеры и бандиты.
Кинокритики утверждали, что в ней слишком много экшена, герои напоминают американских ковбоев, но при этом по сюжету непонятно, кто за кого, и, кроме того, фильму не хватает ярких и интересных персонажей. Некоторые критики полагали, что это не приключенческий фильм, а, скорее, детектив внутри приключенческого фильма. В свою очередь, режиссёр Алексей Герман считал картину новаторской.
Фильм признан киноклассикой, хотя в прокате занял только двадцать второе место.

## Сюжет
Действие фильма происходит после окончания Гражданской войны в неназванном губернском городке (согласно киносценарию — в вымышленном городе Волшанске на Юге России). Пятеро лучших друзей, бывших бойцов Красной армии — Егор Шилов (Юрий Богатырёв), Василий Сарычев (Анатолий Солоницын), Николай Кунгуров (Александр Пороховщиков), Андрей Забелин (Сергей Шакуров) и Степан Липягин (Николай Пастухов) — по приказу председателя ВЧК Ф. Э. Дзержинского готовят к отправке в Москву реквизированные у буржуазии золотые изделия на сумму 526 тысяч рублей для закупки продовольствия голодающим Поволжья. Броневагон с ценным грузом должны сопровождать пятьдесят бойцов с двумя пулемётами под началом Егора Шилова, однако некоторые чекисты на губкоме сомневаются в нём: его брат Фёдор, убитый красноармейцами, был членом банды атамана Соловейко.
Неожиданно в комнате Шилова обнаруживают изуродованный труп, который ошибочно принимают за тело Егора. Секретарь губкома Сарычев в целях конспирации решает отправить саквояж с золотом в тот же день тайно и с минимальной охраной во главе с Липягиным, а бронированный вагон оставить на станции у всех на виду. Предатель в рядах ЧК сообщает об этом группе налётчиков из пяти бывших белых офицеров, которые при пособничестве железнодорожника Ванюкина (Александр Калягин), напав на вагон с чекистами и расстреляв их, отцепляют его и завладевают золотом. Затем поезд с офицерами грабит банда во главе с есаулом Брыловым (Никита Михалков). Погибают все белые налётчики, кроме ротмистра Лемке (Александр Кайдановский), у которого в суматохе похищают саквояж с драгоценностями. Обнаружив пропажу золота и выяснив, что Брылов о нём ничего не знает, Лемке решает присоединиться к банде с целью найти и вернуть саквояж. Есаул принимает Лемке, но не доверяет ему.
Шилова, живого, но в полубессознательном состоянии и без документов, находят в одном из дворов. В ЧК Егор утверждает, что не помнит произошедшего с ним. Не веря в необъяснимую потерю памяти Шилова, его арестовывают. По дороге к Шилову частично возвращается память, он вспоминает Ванюкина и бежит из-под конвоя. Найдя Ванюкина, Егор узнаёт о похищении ценностей бандой Брылова и заставляет железнодорожника явиться с повинной в ЧК. На допросе Ванюкин сообщает, что выполнял указания человека, которого не знал, общаясь с ним только по телефону или через «господ офицеров». Шилова же он держал у себя дома, обкалывая его наркотиками, чтобы тот ни о чём не догадался. Сарычев решает выйти на преступников с помощью Ванюкина, сделав его осведомителем.
Проникнув в банду и договорившись с Брыловым и Лемке после нахождения ценностей поделить их поровну, Шилов остаётся в банде. Кроме того, он надеется узнать от Лемке имя предателя в ЧК.
Для ликвидации банды Брылова Забелин назначен командиром кавалерийского эскадрона. После ухода эскадрона начальник ЧК Кунгуров сообщает Сарычеву, что ночью убили арестованного Ванюкина. Перед тем как убийца ударил жертву ножом, он оглушил Ванюкина ударом левой руки. Сарычев понимает, что убийца — левша, и он из ближнего круга сотрудников. Проверяя одного за другим попавших под подозрение, Сарычев убеждается в непричастности к преступлению Кунгурова, когда тот ловит брошенный ему коробок спичек правой рукой. Кунгуров показывает Сарычеву найденный в камере убитого Ванюкина мундштук Забелина, потерянный им накануне и подброшенный в камеру предателем, чтобы навести на ложный след.
Шилов по цепочке от саквояжа догадывается, что золото похитил татарин Каюм (Константин Райкин). В завязавшейся борьбе за обладание саквояжем Каюм, пытаясь сбросить Шилова с обрыва, падает в реку с сильным течением и начинает тонуть, но Шилов его спасает. Разговор Шилова с Каюмом подслушивает мальчишка — слуга Брылова.
Узнав о предстоящем столкновении с эскадроном РККА от своего человека (Александр Адабашьян), есаул сбегает с саквояжем. Шилов похищает Лемке, и втроём с Каюмом они преследуют Брылова по реке на плоту. Брылов, вооружённый ручным пулемётом, убивает Каюма и ранит Лемке, но погибает от руки Шилова, которого Каюм перед смертью успевает спасти от падения с крутого обрыва. Егор возвращается к своим, таща на себе золото и раненого Лемке. Ротмистр уговаривает его не отдавать государству драгоценности, апеллируя к уникальности «такого случая», к тому, что это золото «нужно только одному», и пытается бежать.
Чекисты выясняют, что единственный левша в их рядах — рабочий Никодимов (Николай Засухин). Как выясняется, настоящий Никодимов был убит двумя годами ранее по дороге из Омска к месту службы, а человек, выдающий себя за него — агент налётчиков. Этот лже-Никодимов передавал информацию о перевозке драгоценностей бывшим белогвардейцам, готовящим ограбление поезда, он же подбросил труп путевого обходчика в комнату Шилова и он же убил Ванюкина. При разоблачении «крот» пытается оказать вооружённое сопротивление, но Николай Кунгуров его нейтрализует.
Банда уничтожена, но золото и Шилов не найдены. Сарычев, организовавший эту операцию, винит себя за провал и готов ответить за него по всей строгости.
Шилов из последних сил тащит на себе раненого Лемке и саквояж с золотом. В конце концов он выходит к своим. Друзья замечают его и, радостные, бегут навстречу.

## В ролях
- Юрий Богатырёв — Егор Петрович Шилов, чекист
- Анатолий Солоницын — Василий Антонович Сарычев, секретарь губкома РКП(б)
- Сергей Шакуров — Андрей Тимофеевич Забелин, командир эскадрона
- Александр Пороховщиков — Николай Кунгуров, председатель губкома ЧК (озвучил Игорь Кваша)
- Николай Пастухов — Степан Липягин, чекист
- Александр Кайдановский — Лемке, налётчик, бывший ротмистр дивизии Каппеля
- Никита Михалков — Александр Брылов, атаман банды, бывший есаул
- Николай Засухин — «Семён Никодимов», «крот»
- Александр Калягин — Ванюкин, начальник железнодорожной станции
- Константин Райкин — татарин Каюм, бандит

### В эпизодах
- Екатерина Шадрина — девушка в рваной кофте у кареты (в воспоминаниях друзей)
- Михаил Кислов — Алёшин, конвоир Шилова
- Виталий Комиссаров — Беленький, налётчик, бывший офицер
- Александр Яковлев — штабс-капитан, налётчик
- Станислав Фролов — Лебедев, налётчик, бывший офицер
- Анатолий Борисов — Григорий Христофорович, доктор
- Владимир Груднев — бухгалтер
- Геннадий Крашенинников — чекист, сопровождавший золото
- Михаил Чигарёв — налётчик, бывший офицер
- Галина Микеладзе — девушка в поезде
- Александр Адабашьян — информатор Брылова / господин из грёз Брылова
- Павел Лебешев — господин из грёз Брылова
- Вадим Вильский — бандит с патронташем
- Борис Галкин — гонец
- Елена Санаева — невеста (нет в титрах)
- Татьяна Михалкова — женщина из грёз Брылова (нет в титрах)

## Съёмочная группа
- Авторы сценария: Эдуард Володарский, Никита Михалков
- Постановка: Никиты Михалкова
- Оператор-постановщик: Павел Лебешев
- Художники-постановщики: Ирина Шретер, Александр Адабашьян
- Композитор: Эдуард Артемьев
- Звукооператор: Р. Собинов
- Дирижёр: Георгий Гаранян
- Текст песни: Натальи Кончаловской
- Режиссёры: Б. Бельшер, Ю. Иванчук
- Оператор: В. Пищальников
- Редактор: Леонид Нехорошев
- Монтаж: Л. Елян
- Художник-гримёр: Н. Желманова
- Художник по костюмам: Алина Будникова
- Музыкальный редактор: Минна Бланк
- Ассистенты:
  - режиссёра: М. Лебешева, Л. Васильева, З. Сахновская
  - оператора: В. Чимендриков, В. Фокин
  - по монтажу: Л. Стражева
- Комбинированные съёмки:
  - Оператор: У. Бергстрем
  - Художник: Ю. Чекмарёв
- Мастер по свету: В. Летин
- Консультанты:
  - Генерал-майор милиции: М. Еропкин, В. Гребенщиков
- Директор картины: В. Комаровский

## Создание
Сценарию фильма предшествовала повесть «Красное золото», написанная в соавторстве Никитой Михалковым и Эдуардом Володарским. Согласно повести, действие происходит в Сибири у границы с Монголией. Брат главного героя оказывается забайкальским казаком, который воевал у атамана Семёнова. Поезд с золотом должен двинуться в Москву через Челябинск.
Сюжет был взят из небольшой журнальной заметки, рассказывающей историю путешествия из Сибири в Москву поезда с золотом, реквизированным у буржуазии, о том, как оно было захвачено белогвардейской бандой и переходило из рук в руки, пока, наконец, не было отбито чекистами.
Подготовка к съёмкам шла всего несколько недель, а приступить к работе Михалков смог лишь после службы в армии. Источником вдохновения для создания фильма послужили фильмы с Клинтом Иствудом.

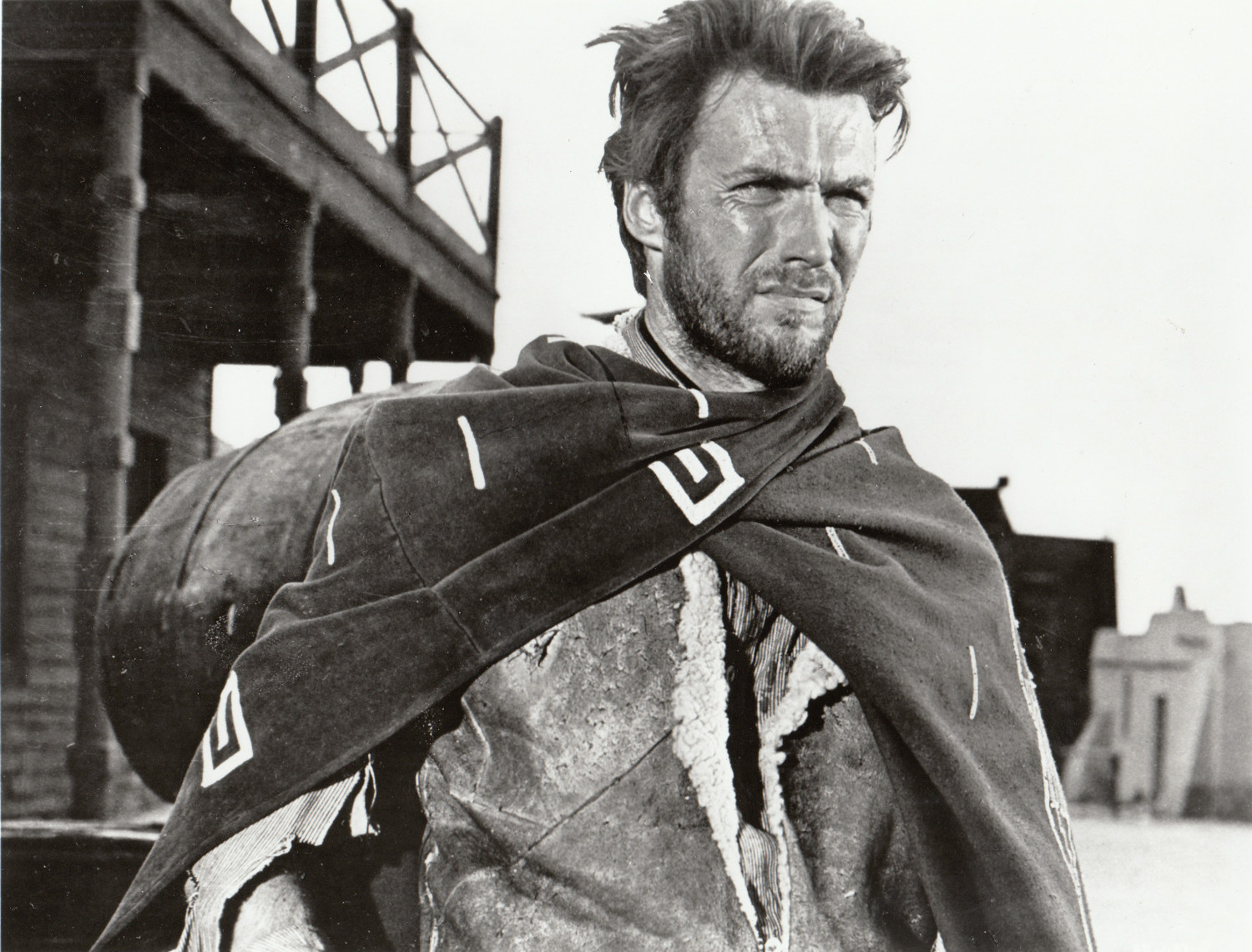
Клинт Иствуд в картине «За пригоршню долларов» (1964)

По воспоминаниям Эдуарда Артемьева, работа над музыкой шла легко и быстро. После встречи с режиссёром, который на словах рассказал, чего хочет, и продемонстрировал примеры из американского кинематографа, Артемьев практически с ходу «просто сел и сыграл» главную музыкальную тему фильма. Сорок лет спустя под эту композицию был погашен олимпийский огонь на церемонии закрытия зимних Олимпийских игр в Сочи. Особое впечатление на Михалкова произвела «Песня о корабле» в исполнении А. Градского.
Основная часть съёмок прошла в Чечено-Ингушетии под Грозным. Снимать картину в Чечне Никите Михалкову посоветовал танцор Махмуд Эсамбаев, друг семьи Михалковых и один из известнейших уроженцев тех мест. Он утверждал, что такой красивой натуры, как у него на родине, нет больше нигде. Кроме того, отец режиссёра, поэт Сергей Михалков, был народным депутатом от Чечено-Ингушской АССР.

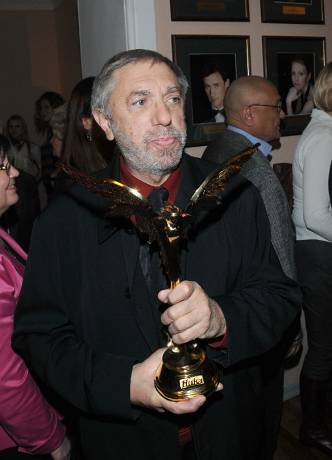
Эдуард Артемьев

Когда эпизод с ограблением поезда был уже отснят, выяснилось, что практически вся отснятая плёнка с этой сценой оказалась бракованной. В начале ноября 1973 года в Чечне внезапно испортилась погода и выпал обильный снег. Снимать в таких условиях стало невозможно, и эпизод пришлось переснимать уже в Азербайджане, в окрестностях Баку.
Сцена расстрела предателя в ЧК взята из кинопроб. Актёр — сначала в одной рубашке, через минуту — в другой, сначала — без бороды, потом — с бородой.
Эпизод, в котором Каюм пытается сбросить Шилова с обрыва в реку, но в итоге сам оказывается в воде, снимался на реке Аргун. Константину Райкину надо было упасть с двенадцатиметровой скалы в бурный водоворот. Перед съёмкой сцены долго не могли измерить глубину реки — шест сносило сильным течением. Тогда вместо шеста опустили стальной рельс. Показалось достаточно глубоко, но, как выяснилось, рельс тоже снесло, и на самом деле глубина в том месте была около 2 метров. Температура воды в реке Аргун — 3 градуса. Съёмка эпизода обошлась без травм, с первого дубля.

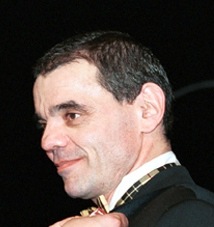
Константин Райкин

Райкин о сцене сплава Шилова с Каюмом на плоту по горной реке:

Во время съёмок мы тонули по-настоящему, прямо во время дубля. На Аргуне страшное течение: 12 метров в секунду, 40 с лишним километров в час! Попадаешь до колена в воду ногой, тебя тут же сбивает, словно дали подсечку, и уносит в водоворот. А вода — ледяная! С Аму-Дарьи был вызван специалист по плотам. Когда он соорудил нечто, все принялись нас тут же хоронить — по Аргуну плоты никогда не ходили. После съёмок в чеченской водичке у меня начался страшный фурункулёз.

Михалков о сцене ограбления поезда:

В обеденный перерыв группа каскадёров обсуждала сцену ограбления поезда: как надо прыгать на поезд, с какой скоростью он должен идти, как лошади должны скакать. И всё это долго, обстоятельно. А моя «банда» состояла вся из местных. Там был молодой такой красавец с пышными усами. Услышал он разговор, вскочил на коня, догнал поезд, который шёл в депо «на обед». Прыгнул с седла на поезд, потом обратно прыгнул в седло и, усмехаясь, вернулся на место. Каскадёров это подкосило абсолютно.

У меня много местных снималось. Отчаянные ребята. Приходят, спрашивают: «Оружие вы будете давать или нам своё принести?»

Построили мы массовку, рассчитали на первый-второй. Сказали: первые — пассажиры ограбленного поезда, вторые — разбойники. Чеченцы все из первых ушли в разбойники. Сказали: «Меня грабить? Вы что?» Для них это было оскорбительно.

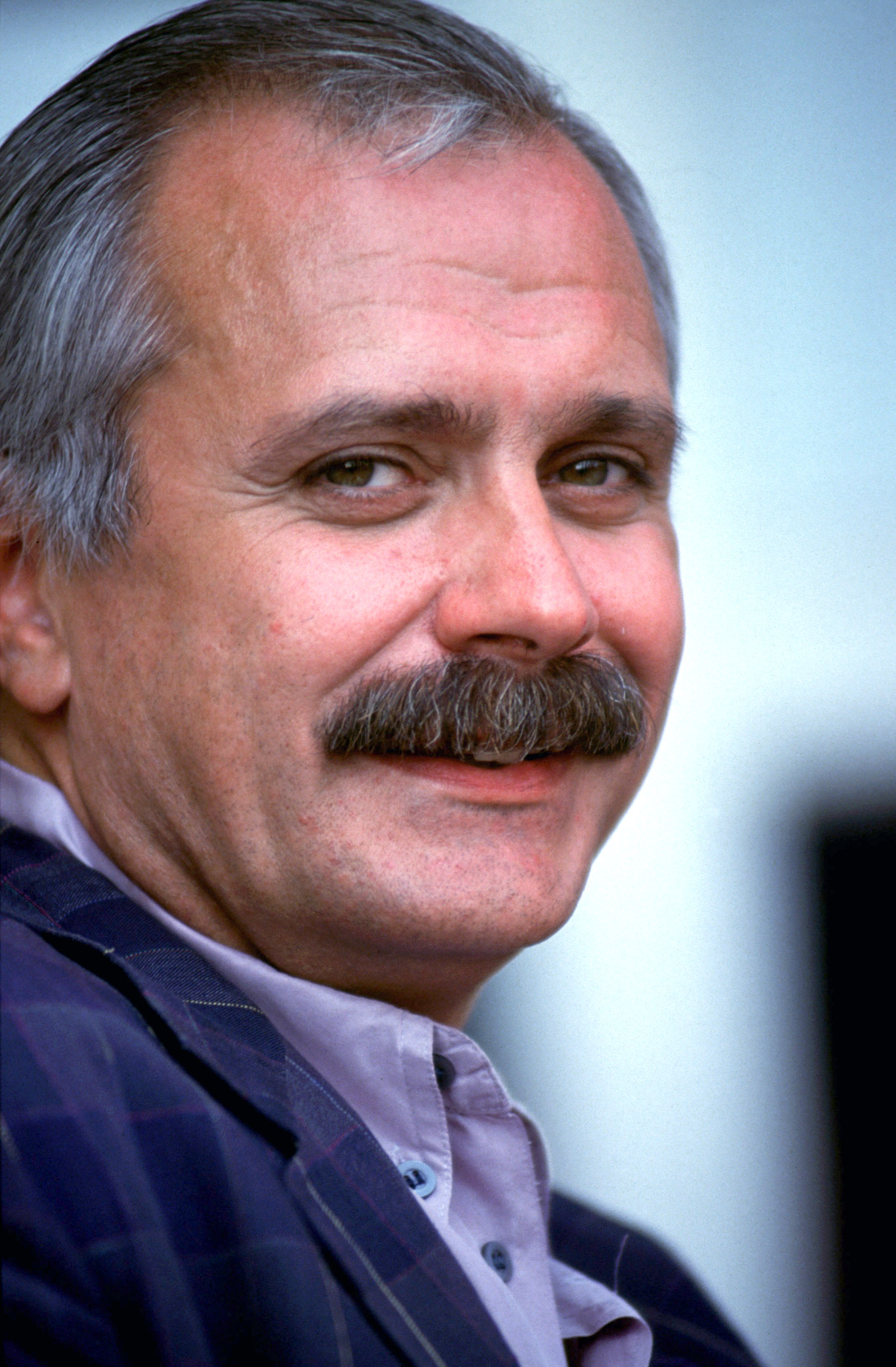
Никита Михалков

На Никиту Михалкова хотели завести уголовное дело, инкриминируя ему взяточничество в связи с тем, что для съёмок в массовке были приглашены местные жители, которые неверно истолковали слова администратора картины, решив, что за участие в ней нужно заплатить от пяти до десяти рублей, в зависимости от наличия лошади, и принесли на съёмки деньги, вложенные в паспорта. Режиссёру с трудом удалось избавиться от претензий ОБХСС благодаря заступничеству своего отца.
По сюжету Шилов, герой Богатырёва, должен был дать в ухо герою Кайдановского — Лемке. Юрий Богатырёв не желал этого делать, наотрез отказываясь бить друга. Его уговаривали и режиссёр, и сам Александр Кайдановский, прося, а затем требуя ударить его. Наконец Михалков не выдержал и криком всё же заставил Богатырёва ударить Кайдановского, мотивируя это простой истиной, что последний играет белогвардейца, а первый — чекиста. Больше Богатырёв спорить не стал, и сцена была отснята.
Во время съёмок фильма Михалков сделал предложение манекенщице Татьяне Шигаевой. Гуляли на свадьбе всей съёмочной группой в Чечне (расписались в ЗАГСе Грозного) практически без отрыва от кинопроизводства. Татьяна Шигаева сыграла эпизод в фильме — женщина из воспоминаний Брылова (32 - 33 минута фильма).
Наличие в фильме сцен в чёрно-белом варианте объясняется не столько художественным замыслом, сколько нехваткой импортной цветной киноплёнки Kodak, на которую снимался основной материал. На чёрно-белую киноплёнку отсняты сцены, создававшиеся уже после окончания лимита отпущенной цветной плёнки, в том числе сцена ограбления поезда.

## Признание и награды
- 1976 — Премия жюри Никите Михалкову на МКФ (Дели)
- 1976 — Участие в ФЕСТ-76 (Белград)
- 1994 — Участие на международном кинофестивале в Сан-Себастьяне